# Punta del Este Challenger 1999
Il Punta del Este Challenger 1999 è stato un torneo di tennis facente parte della categoria ATP Challenger Series nell'ambito dell'ATP Challenger Series 1999. Il torneo si è giocato a Punta del Este in Uruguay dal 1º al 7 febbraio 1999 su campi in terra rossa.

## Vincitori

### Singolare
Marcelo Charpentier ha battuto in finale  Martin Rodriguez con il punteggio di 6–2, 6–2.

### Doppio
Lucas Arnold Ker /  Marcelo Filippini hanno battuto in finale  Paulo Carvallo /  Gonzalo Rodriguez con il punteggio di 6–1, 6–4